# 莎拉·貝爾德
莎拉·貝爾德（Sarah Beard，1991年5月21日—）生於美國印第安納州印第安納波利斯，是一名美國射擊運動員，主攻步槍項目，曾獲得2018年美洲射擊錦標賽女子50公尺步槍三姿及50公尺步槍臥射冠軍。

## 外部連結
- ISSF （页面存档备份，存于）